# Eflornityna
Eflornityna (łac. Eflornithinum) – organiczny związek chemiczny, pochodna ornityny. Stosowana jako lek w leczeniu śpiączki afrykańskiej, a zwłaszcza jej zachodniej odmiany powodowanej przez świdrowca gambijskiego (Trypanosoma brucei gambiense). Obecnie jest także stosowany w przypadku hirsutyzmu.

Chemiczny mechanizm nieodwracalnej inhibicji dekarboksylazy ornityny przez eflornityne

## Leczenie hirsutyzmu
Eflornityna blokuje działanie dekarboksylazy ornityny - enzymu kontrolującego wytwarzanie trzonu włosa. Zablokowanie tego enzymu hamuje wzrost włosów. Jest ona sprzedawana pod nazwą Vaniqa - białego kremu zawierającego 11,5% eflornityny (substancji czynnej).

## Dawkowanie
W zwalczaniu  śpiączki afrykańskiej podawana jest dożylnie w dawce 50 mg/kg na każde sześć godzin przez 14 dni. W leczeniu hirsutyzmu, na skórę nakłada się krem dwa razy dziennie, zachowując min. ośmiogodzinną przerwę między każdorazowym zastosowaniem.